# Ducado de Santa Cristina
El ducado de Santa Cristina es un título nobiliario español, creado el 18 de enero de 1830, por el rey Fernando VII, a favor de Fulco Jordán Ruffo di Calabria y Santapau, viii príncipe de Scilla. 
Era hijo de Fulco Antonio Ruffo di Calabria y Santapau, vii príncipe di Scilla, y de su esposa Carlotta della Leonessa, hija de los príncipes de Sepino. El título cayó en desuso en España a partir del ii duque hasta que fue rehabilitado en España en 1923, por María de la Concepción Álvarez de Toledo y Caro, hija de Joaquín Álvarez de Toledo y Caro, xix duque de Medina Sidonia. 
Su denominación hace referencia a la localidad de Santa Cristina d'Aspromonte, en la provincia de Reggio Calabria, Italia.

## Duques de Santa Cristina
|                               | Titular                                           | Periodo                   |
| Creación por Fernando VII     | Creación por Fernando VII                         | Creación por Fernando VII |
| ----------------------------- | ------------------------------------------------- | ------------------------- |
| i                             | Fulco Giordano Ruffo di Calabria y Santapau       | 1830-1852                 |
| ii                            | Fulco Salvatore Ruffo di Calabria y Santapau      | 1852-1875                 |
| Rehabilitado por Alfonso XIII |                                                   |                           |
| iii                           | María del Rosario Álvarez de Toledo y Caro Osorio | 1923-1975                 |
| iv                            | José Joaquín Márquez y Álvarez de Toledo          | 1975-1999                 |
| v                             | Miguel Márquez y Osorio                           | 1999-actual titular       |

## Historia de los duques de Santa Cristina
- Fulco Jordán Ruffo di Calabria y Santapau ( 1773-1852 ) i duque de Santa Cristina fue embajador del reino de las Dos Sicilias en España, encargado de la negociación del matrimonio de la princesa María Cristina de Borbón Dos Sicilias con el príncipe Fernando, luego Fernando VII. Era viii príncipe de Sicilia, vii príncipe de Palazzo, iii duque de Guardia Lombarda, marqués de Licodia, iii marqués de Panaya, xiv conde de Sinopoli, vii conde de Nicotera etc.

1. Casó con María Felicita Alliata, hija del príncipe de Villafranca. Le sucedió su nieto:

- Fulco Salvador Ruffo di Calabria y Santapau ( 1837-1875 ), ii duque de Santa Cristina.

1. Casó con Marie de Rombies du Barry de Merval, hija del Felice, i duque Rombies du Barry de Merval
2. Casó con Marie-Marguerite Bennin de la Benninière de Beaumont, hija del vizconde de Beaumont.

A partir de este ii duque, el título se trasmite en sus descendientes italianos, siendo reconocidos en Italia como duques de Santa Cristina, pero no se regulariza legalmente su sucesión en España, por lo que el título queda vacante hasta 1923 en que es rehabilitado por:
- María del Rosario Álvarez de Toledo y Caro Osorio y Caro ( 1902-1975 ), iii duquesa de Santa Cristina, hija de los xix duques de Medina Sidonia.

1. Casó con Rafael Márquez y Castillejo, coronel de Artillería, fundador y vocal del consejo de administración de MAPFRE, gentilhombre de cámara con ejercicio y servidumbre del Rey Alfonso XIII, caballero de la Orden de Alcántara, deportado a Villa Cisneros en el Sáhara Español en 1932 por su participación en «La Sanjurjada», el golpe de Estado monárquico capitaneado por el general Sanjurjo, durante la Segunda República, hijo de José María Márquez y Márquez y de María de las Mercedes Castillejo y Sánchez de Teruel, viii marquesa de Montefuerte y vii condesa del Paraíso. Le sucedió su hijo:

- José Joaquín Márquez y Álvarez de Toledo ( 1921-1999 ), iv duque de Santa Cristina, xvi marqués de Molina, general de Artillería de Estado Mayor, consejero, secretario del consejo y vicepresidente de MAPFRE, caballero y clavero de la Orden de Alcántara, maestrante de Granada y de Valencia, gran cruz de la Orden de San Hermenegildo.

1. Casó con María del Rosario Osorio y Díez de Rivera, viii condesa de las Torres de Alcorrín, dama de la Real Maestranza de Valencia, hija de Miguel Osorio y Martos, xvii duque de Alburquerque. Le sucedió su hijo:

- Miguel Márquez y Osorio ( n.1947 ), v duque de Santa Cristina, xvii marqués de Molina, ingeniero agrónomo, consejero de Corporación MAPFRE, vocal de la junta directiva de Fremap, patrono de la Fundación Mapfre Estudios. Está casado con Carmen de Ros y Gotor.

ACTUAL DUQUE DE SANTA CRISTINA.

## Árbol genealógico
| Duques de Santa Cristina                    |
| ------------------------------------------- |
| Reconocidos en España Reconocidos en Italia |

| | | | | | |  |  | Vincente Ruffo, príncipe de Scilla († 1616)                                                                           | | | | | |  |  | | | | | | |  |  |                                                                    |                                                                    |                                                                    |                                                                    |                                                                    |                                                                    |  |  |                                                              |                                                              |                                                              |                                                              |                                                              |                                                              |  |  |  |  |  |  |  |  |  |  |  |  |  |  |  |  |
| | | | | | |  |  | | | | | | |  |  | | | | | | |  |  |                                                                    |                                                                    |                                                                    |                                                                    |                                                                    |                                                                    |  |  |                                                              |                                                              |                                                              |                                                              |                                                              |                                                              |  |  |  |  |  |  |  |  |  |  |  |  |  |  |  |  |
| | | | | | |  |  | | | | | | |  |  | | | | | | |  |  |                                                                    |                                                                    |                                                                    |                                                                    |                                                                    |                                                                    |  |  |                                                              |                                                              |                                                              |                                                              |                                                              |                                                              |  |  |  |  |  |  |  |  |  |  |  |  |  |  |  |  |
| Juana Ruffo, iii princesa de Scilla (1591-1650)                                                                     | Juana Ruffo, iii princesa de Scilla (1591-1650)                                                                     | Juana Ruffo, iii princesa de Scilla (1591-1650)                                                                     | Juana Ruffo, iii princesa de Scilla (1591-1650)                                                                     | Juana Ruffo, iii princesa de Scilla (1591-1650)                                                                     | Juana Ruffo, iii princesa de Scilla (1591-1650)                                                                     |  |  | | | | | | |  |  | Guiomar Ruffo, duquesa de Bañara († 1639)                                                                    | Guiomar Ruffo, duquesa de Bañara († 1639)                                                                    | Guiomar Ruffo, duquesa de Bañara († 1639)                                                                    | Guiomar Ruffo, duquesa de Bañara († 1639)                                                                    | Guiomar Ruffo, duquesa de Bañara († 1639)                                                                    | Guiomar Ruffo, duquesa de Bañara († 1639)                                                                    |  |  |                                                                    |                                                                    |                                                                    |                                                                    |                                                                    |                                                                    |  |  |                                                              |                                                              |                                                              |                                                              |                                                              |                                                              |  |  |  |  |  |  |  |  |  |  |  |  |  |  |  |  |
| Juana Ruffo, iii princesa de Scilla (1591-1650)                                                                     | Juana Ruffo, iii princesa de Scilla (1591-1650)                                                                     | Juana Ruffo, iii princesa de Scilla (1591-1650)                                                                     | Juana Ruffo, iii princesa de Scilla (1591-1650)                                                                     | Juana Ruffo, iii princesa de Scilla (1591-1650)                                                                     | Juana Ruffo, iii princesa de Scilla (1591-1650)                                                                     |  |  | | | | | | |  |  | Guiomar Ruffo, duquesa de Bañara († 1639)                                                                    | Guiomar Ruffo, duquesa de Bañara († 1639)                                                                    | Guiomar Ruffo, duquesa de Bañara († 1639)                                                                    | Guiomar Ruffo, duquesa de Bañara († 1639)                                                                    | Guiomar Ruffo, duquesa de Bañara († 1639)                                                                    | Guiomar Ruffo, duquesa de Bañara († 1639)                                                                    |  |  |                                                                    |                                                                    |                                                                    |                                                                    |                                                                    |                                                                    |  |  |                                                              |                                                              |                                                              |                                                              |                                                              |                                                              |  |  |  |  |  |  |  |  |  |  |  |  |  |  |  |  |
| José Tiberio Ruffo, iv príncipe de Palazzolo (1627-1683)                                                            | José Tiberio Ruffo, iv príncipe de Palazzolo (1627-1683)                                                            | José Tiberio Ruffo, iv príncipe de Palazzolo (1627-1683)                                                            | José Tiberio Ruffo, iv príncipe de Palazzolo (1627-1683)                                                            | José Tiberio Ruffo, iv príncipe de Palazzolo (1627-1683)                                                            | José Tiberio Ruffo, iv príncipe de Palazzolo (1627-1683)                                                            |  |  | | | | | | |  |  | Carlos Ruffo, iii duque de Bañara (1616-1690)                                                                | Carlos Ruffo, iii duque de Bañara (1616-1690)                                                                | Carlos Ruffo, iii duque de Bañara (1616-1690)                                                                | Carlos Ruffo, iii duque de Bañara (1616-1690)                                                                | Carlos Ruffo, iii duque de Bañara (1616-1690)                                                                | Carlos Ruffo, iii duque de Bañara (1616-1690)                                                                |  |  |                                                                    |                                                                    |                                                                    |                                                                    |                                                                    |                                                                    |  |  |                                                              |                                                              |                                                              |                                                              |                                                              |                                                              |  |  |  |  |  |  |  |  |  |  |  |  |  |  |  |  |
| José Tiberio Ruffo, iv príncipe de Palazzolo (1627-1683)                                                            | José Tiberio Ruffo, iv príncipe de Palazzolo (1627-1683)                                                            | José Tiberio Ruffo, iv príncipe de Palazzolo (1627-1683)                                                            | José Tiberio Ruffo, iv príncipe de Palazzolo (1627-1683)                                                            | José Tiberio Ruffo, iv príncipe de Palazzolo (1627-1683)                                                            | José Tiberio Ruffo, iv príncipe de Palazzolo (1627-1683)                                                            |  |  | | | | | | |  |  | Carlos Ruffo, iii duque de Bañara (1616-1690)                                                                | Carlos Ruffo, iii duque de Bañara (1616-1690)                                                                | Carlos Ruffo, iii duque de Bañara (1616-1690)                                                                | Carlos Ruffo, iii duque de Bañara (1616-1690)                                                                | Carlos Ruffo, iii duque de Bañara (1616-1690)                                                                | Carlos Ruffo, iii duque de Bañara (1616-1690)                                                                |  |  |                                                                    |                                                                    |                                                                    |                                                                    |                                                                    |                                                                    |  |  |                                                              |                                                              |                                                              |                                                              |                                                              |                                                              |  |  |  |  |  |  |  |  |  |  |  |  |  |  |  |  |
| Guillermo Ruffo, v príncipe de Scilla (1672-1748)                                                                   | Guillermo Ruffo, v príncipe de Scilla (1672-1748)                                                                   | Guillermo Ruffo, v príncipe de Scilla (1672-1748)                                                                   | Guillermo Ruffo, v príncipe de Scilla (1672-1748)                                                                   | Guillermo Ruffo, v príncipe de Scilla (1672-1748)                                                                   | Guillermo Ruffo, v príncipe de Scilla (1672-1748)                                                                   |  |  | | | | | | |  |  | Constanza Ruffo, princesa de Santo Buono (1679-1715)                                                         | Constanza Ruffo, princesa de Santo Buono (1679-1715)                                                         | Constanza Ruffo, princesa de Santo Buono (1679-1715)                                                         | Constanza Ruffo, princesa de Santo Buono (1679-1715)                                                         | Constanza Ruffo, princesa de Santo Buono (1679-1715)                                                         | Constanza Ruffo, princesa de Santo Buono (1679-1715)                                                         |  |  |                                                                    |                                                                    |                                                                    |                                                                    |                                                                    |                                                                    |  |  |                                                              |                                                              |                                                              |                                                              |                                                              |                                                              |  |  |  |  |  |  |  |  |  |  |  |  |  |  |  |  |
| Guillermo Ruffo, v príncipe de Scilla (1672-1748)                                                                   | Guillermo Ruffo, v príncipe de Scilla (1672-1748)                                                                   | Guillermo Ruffo, v príncipe de Scilla (1672-1748)                                                                   | Guillermo Ruffo, v príncipe de Scilla (1672-1748)                                                                   | Guillermo Ruffo, v príncipe de Scilla (1672-1748)                                                                   | Guillermo Ruffo, v príncipe de Scilla (1672-1748)                                                                   |  |  | | | | | | |  |  | Constanza Ruffo, princesa de Santo Buono (1679-1715)                                                         | Constanza Ruffo, princesa de Santo Buono (1679-1715)                                                         | Constanza Ruffo, princesa de Santo Buono (1679-1715)                                                         | Constanza Ruffo, princesa de Santo Buono (1679-1715)                                                         | Constanza Ruffo, princesa de Santo Buono (1679-1715)                                                         | Constanza Ruffo, princesa de Santo Buono (1679-1715)                                                         |  |  |                                                                    |                                                                    |                                                                    |                                                                    |                                                                    |                                                                    |  |  |                                                              |                                                              |                                                              |                                                              |                                                              |                                                              |  |  |  |  |  |  |  |  |  |  |  |  |  |  |  |  |
| Fulco Antonio Ruffo, vi príncipe de Scilla (1702-1783)                                                              | Fulco Antonio Ruffo, vi príncipe de Scilla (1702-1783)                                                              | Fulco Antonio Ruffo, vi príncipe de Scilla (1702-1783)                                                              | Fulco Antonio Ruffo, vi príncipe de Scilla (1702-1783)                                                              | Fulco Antonio Ruffo, vi príncipe de Scilla (1702-1783)                                                              | Fulco Antonio Ruffo, vi príncipe de Scilla (1702-1783)                                                              |  |  | | | | | | |  |  | Julia Quiteria Caracciolo, duquesa de Solferino (1705-1756)                                                  | Julia Quiteria Caracciolo, duquesa de Solferino (1705-1756)                                                  | Julia Quiteria Caracciolo, duquesa de Solferino (1705-1756)                                                  | Julia Quiteria Caracciolo, duquesa de Solferino (1705-1756)                                                  | Julia Quiteria Caracciolo, duquesa de Solferino (1705-1756)                                                  | Julia Quiteria Caracciolo, duquesa de Solferino (1705-1756)                                                  |  |  |                                                                    |                                                                    |                                                                    |                                                                    |                                                                    |                                                                    |  |  |                                                              |                                                              |                                                              |                                                              |                                                              |                                                              |  |  |  |  |  |  |  |  |  |  |  |  |  |  |  |  |
| Fulco Antonio Ruffo, vi príncipe de Scilla (1702-1783)                                                              | Fulco Antonio Ruffo, vi príncipe de Scilla (1702-1783)                                                              | Fulco Antonio Ruffo, vi príncipe de Scilla (1702-1783)                                                              | Fulco Antonio Ruffo, vi príncipe de Scilla (1702-1783)                                                              | Fulco Antonio Ruffo, vi príncipe de Scilla (1702-1783)                                                              | Fulco Antonio Ruffo, vi príncipe de Scilla (1702-1783)                                                              |  |  | | | | | | |  |  | Julia Quiteria Caracciolo, duquesa de Solferino (1705-1756)                                                  | Julia Quiteria Caracciolo, duquesa de Solferino (1705-1756)                                                  | Julia Quiteria Caracciolo, duquesa de Solferino (1705-1756)                                                  | Julia Quiteria Caracciolo, duquesa de Solferino (1705-1756)                                                  | Julia Quiteria Caracciolo, duquesa de Solferino (1705-1756)                                                  | Julia Quiteria Caracciolo, duquesa de Solferino (1705-1756)                                                  |  |  |                                                                    |                                                                    |                                                                    |                                                                    |                                                                    |                                                                    |  |  |                                                              |                                                              |                                                              |                                                              |                                                              |                                                              |  |  |  |  |  |  |  |  |  |  |  |  |  |  |  |  |
| Guillermo Antonio Ruffo di Calabria, vii duque de Guardia Lombarda (1702-1783)                                      | Guillermo Antonio Ruffo di Calabria, vii duque de Guardia Lombarda (1702-1783)                                      | Guillermo Antonio Ruffo di Calabria, vii duque de Guardia Lombarda (1702-1783)                                      | Guillermo Antonio Ruffo di Calabria, vii duque de Guardia Lombarda (1702-1783)                                      | Guillermo Antonio Ruffo di Calabria, vii duque de Guardia Lombarda (1702-1783)                                      | Guillermo Antonio Ruffo di Calabria, vii duque de Guardia Lombarda (1702-1783)                                      |  |  | | | | | | |  |  | María Antonia Gonzaga, marquesa de Villafranca (1735-1801)                                                   | María Antonia Gonzaga, marquesa de Villafranca (1735-1801)                                                   | María Antonia Gonzaga, marquesa de Villafranca (1735-1801)                                                   | María Antonia Gonzaga, marquesa de Villafranca (1735-1801)                                                   | María Antonia Gonzaga, marquesa de Villafranca (1735-1801)                                                   | María Antonia Gonzaga, marquesa de Villafranca (1735-1801)                                                   |  |  |                                                                    |                                                                    |                                                                    |                                                                    |                                                                    |                                                                    |  |  |                                                              |                                                              |                                                              |                                                              |                                                              |                                                              |  |  |  |  |  |  |  |  |  |  |  |  |  |  |  |  |
| Guillermo Antonio Ruffo di Calabria, vii duque de Guardia Lombarda (1702-1783)                                      | Guillermo Antonio Ruffo di Calabria, vii duque de Guardia Lombarda (1702-1783)                                      | Guillermo Antonio Ruffo di Calabria, vii duque de Guardia Lombarda (1702-1783)                                      | Guillermo Antonio Ruffo di Calabria, vii duque de Guardia Lombarda (1702-1783)                                      | Guillermo Antonio Ruffo di Calabria, vii duque de Guardia Lombarda (1702-1783)                                      | Guillermo Antonio Ruffo di Calabria, vii duque de Guardia Lombarda (1702-1783)                                      |  |  | | | | | | |  |  | María Antonia Gonzaga, marquesa de Villafranca (1735-1801)                                                   | María Antonia Gonzaga, marquesa de Villafranca (1735-1801)                                                   | María Antonia Gonzaga, marquesa de Villafranca (1735-1801)                                                   | María Antonia Gonzaga, marquesa de Villafranca (1735-1801)                                                   | María Antonia Gonzaga, marquesa de Villafranca (1735-1801)                                                   | María Antonia Gonzaga, marquesa de Villafranca (1735-1801)                                                   |  |  |                                                                    |                                                                    |                                                                    |                                                                    |                                                                    |                                                                    |  |  |                                                              |                                                              |                                                              |                                                              |                                                              |                                                              |  |  |  |  |  |  |  |  |  |  |  |  |  |  |  |  |
| Fulco Antonio Ruffo di Calabria, vii príncipe de Scilla (1749-1803)                                                 | Fulco Antonio Ruffo di Calabria, vii príncipe de Scilla (1749-1803)                                                 | Fulco Antonio Ruffo di Calabria, vii príncipe de Scilla (1749-1803)                                                 | Fulco Antonio Ruffo di Calabria, vii príncipe de Scilla (1749-1803)                                                 | Fulco Antonio Ruffo di Calabria, vii príncipe de Scilla (1749-1803)                                                 | Fulco Antonio Ruffo di Calabria, vii príncipe de Scilla (1749-1803)                                                 |  |  | | | | | | |  |  | Francisco de Borja Álvarez de Toledo, xii marqués de Villafranca (1763-1821)                                 | Francisco de Borja Álvarez de Toledo, xii marqués de Villafranca (1763-1821)                                 | Francisco de Borja Álvarez de Toledo, xii marqués de Villafranca (1763-1821)                                 | Francisco de Borja Álvarez de Toledo, xii marqués de Villafranca (1763-1821)                                 | Francisco de Borja Álvarez de Toledo, xii marqués de Villafranca (1763-1821)                                 | Francisco de Borja Álvarez de Toledo, xii marqués de Villafranca (1763-1821)                                 |  |  |                                                                    |                                                                    |                                                                    |                                                                    |                                                                    |                                                                    |  |  |                                                              |                                                              |                                                              |                                                              |                                                              |                                                              |  |  |  |  |  |  |  |  |  |  |  |  |  |  |  |  |
| Fulco Antonio Ruffo di Calabria, vii príncipe de Scilla (1749-1803)                                                 | Fulco Antonio Ruffo di Calabria, vii príncipe de Scilla (1749-1803)                                                 | Fulco Antonio Ruffo di Calabria, vii príncipe de Scilla (1749-1803)                                                 | Fulco Antonio Ruffo di Calabria, vii príncipe de Scilla (1749-1803)                                                 | Fulco Antonio Ruffo di Calabria, vii príncipe de Scilla (1749-1803)                                                 | Fulco Antonio Ruffo di Calabria, vii príncipe de Scilla (1749-1803)                                                 |  |  | | | | | | |  |  | Francisco de Borja Álvarez de Toledo, xii marqués de Villafranca (1763-1821)                                 | Francisco de Borja Álvarez de Toledo, xii marqués de Villafranca (1763-1821)                                 | Francisco de Borja Álvarez de Toledo, xii marqués de Villafranca (1763-1821)                                 | Francisco de Borja Álvarez de Toledo, xii marqués de Villafranca (1763-1821)                                 | Francisco de Borja Álvarez de Toledo, xii marqués de Villafranca (1763-1821)                                 | Francisco de Borja Álvarez de Toledo, xii marqués de Villafranca (1763-1821)                                 |  |  |                                                                    |                                                                    |                                                                    |                                                                    |                                                                    |                                                                    |  |  |                                                              |                                                              |                                                              |                                                              |                                                              |                                                              |  |  |  |  |  |  |  |  |  |  |  |  |  |  |  |  |
| Fulco Jordán Ruffo di Calabria, viii príncipe de Scilla, i duque de Santa Cristina (1773-1852)                      | Fulco Jordán Ruffo di Calabria, viii príncipe de Scilla, i duque de Santa Cristina (1773-1852)                      | Fulco Jordán Ruffo di Calabria, viii príncipe de Scilla, i duque de Santa Cristina (1773-1852)                      | Fulco Jordán Ruffo di Calabria, viii príncipe de Scilla, i duque de Santa Cristina (1773-1852)                      | Fulco Jordán Ruffo di Calabria, viii príncipe de Scilla, i duque de Santa Cristina (1773-1852)                      | Fulco Jordán Ruffo di Calabria, viii príncipe de Scilla, i duque de Santa Cristina (1773-1852)                      |  |  | | | | | | |  |  | Pedro de Alcántara Álvarez de Toledo, xiii marqués de Villafranca (1803-1867)                                | Pedro de Alcántara Álvarez de Toledo, xiii marqués de Villafranca (1803-1867)                                | Pedro de Alcántara Álvarez de Toledo, xiii marqués de Villafranca (1803-1867)                                | Pedro de Alcántara Álvarez de Toledo, xiii marqués de Villafranca (1803-1867)                                | Pedro de Alcántara Álvarez de Toledo, xiii marqués de Villafranca (1803-1867)                                | Pedro de Alcántara Álvarez de Toledo, xiii marqués de Villafranca (1803-1867)                                |  |  |                                                                    |                                                                    |                                                                    |                                                                    |                                                                    |                                                                    |  |  |                                                              |                                                              |                                                              |                                                              |                                                              |                                                              |  |  |  |  |  |  |  |  |  |  |  |  |  |  |  |  |
| Fulco Jordán Ruffo di Calabria, viii príncipe de Scilla, i duque de Santa Cristina (1773-1852)                      | Fulco Jordán Ruffo di Calabria, viii príncipe de Scilla, i duque de Santa Cristina (1773-1852)                      | Fulco Jordán Ruffo di Calabria, viii príncipe de Scilla, i duque de Santa Cristina (1773-1852)                      | Fulco Jordán Ruffo di Calabria, viii príncipe de Scilla, i duque de Santa Cristina (1773-1852)                      | Fulco Jordán Ruffo di Calabria, viii príncipe de Scilla, i duque de Santa Cristina (1773-1852)                      | Fulco Jordán Ruffo di Calabria, viii príncipe de Scilla, i duque de Santa Cristina (1773-1852)                      |  |  | | | | | | |  |  | Pedro de Alcántara Álvarez de Toledo, xiii marqués de Villafranca (1803-1867)                                | Pedro de Alcántara Álvarez de Toledo, xiii marqués de Villafranca (1803-1867)                                | Pedro de Alcántara Álvarez de Toledo, xiii marqués de Villafranca (1803-1867)                                | Pedro de Alcántara Álvarez de Toledo, xiii marqués de Villafranca (1803-1867)                                | Pedro de Alcántara Álvarez de Toledo, xiii marqués de Villafranca (1803-1867)                                | Pedro de Alcántara Álvarez de Toledo, xiii marqués de Villafranca (1803-1867)                                |  |  |                                                                    |                                                                    |                                                                    |                                                                    |                                                                    |                                                                    |  |  |                                                              |                                                              |                                                              |                                                              |                                                              |                                                              |  |  |  |  |  |  |  |  |  |  |  |  |  |  |  |  |
| Fulco Antonio Ruffo di Calabria, ix príncipe de Palazzolo (1801-1848)                                               | Fulco Antonio Ruffo di Calabria, ix príncipe de Palazzolo (1801-1848)                                               | Fulco Antonio Ruffo di Calabria, ix príncipe de Palazzolo (1801-1848)                                               | Fulco Antonio Ruffo di Calabria, ix príncipe de Palazzolo (1801-1848)                                               | Fulco Antonio Ruffo di Calabria, ix príncipe de Palazzolo (1801-1848)                                               | Fulco Antonio Ruffo di Calabria, ix príncipe de Palazzolo (1801-1848)                                               |  |  | | | | | | |  |  | José Álvarez de Toledo, xviii duque de Medina Sidonia (1826-1900)                                            | José Álvarez de Toledo, xviii duque de Medina Sidonia (1826-1900)                                            | José Álvarez de Toledo, xviii duque de Medina Sidonia (1826-1900)                                            | José Álvarez de Toledo, xviii duque de Medina Sidonia (1826-1900)                                            | José Álvarez de Toledo, xviii duque de Medina Sidonia (1826-1900)                                            | José Álvarez de Toledo, xviii duque de Medina Sidonia (1826-1900)                                            |  |  |                                                                    |                                                                    |                                                                    |                                                                    |                                                                    |                                                                    |  |  |                                                              |                                                              |                                                              |                                                              |                                                              |                                                              |  |  |  |  |  |  |  |  |  |  |  |  |  |  |  |  |
| Fulco Antonio Ruffo di Calabria, ix príncipe de Palazzolo (1801-1848)                                               | Fulco Antonio Ruffo di Calabria, ix príncipe de Palazzolo (1801-1848)                                               | Fulco Antonio Ruffo di Calabria, ix príncipe de Palazzolo (1801-1848)                                               | Fulco Antonio Ruffo di Calabria, ix príncipe de Palazzolo (1801-1848)                                               | Fulco Antonio Ruffo di Calabria, ix príncipe de Palazzolo (1801-1848)                                               | Fulco Antonio Ruffo di Calabria, ix príncipe de Palazzolo (1801-1848)                                               |  |  | | | | | | |  |  | José Álvarez de Toledo, xviii duque de Medina Sidonia (1826-1900)                                            | José Álvarez de Toledo, xviii duque de Medina Sidonia (1826-1900)                                            | José Álvarez de Toledo, xviii duque de Medina Sidonia (1826-1900)                                            | José Álvarez de Toledo, xviii duque de Medina Sidonia (1826-1900)                                            | José Álvarez de Toledo, xviii duque de Medina Sidonia (1826-1900)                                            | José Álvarez de Toledo, xviii duque de Medina Sidonia (1826-1900)                                            |  |  |                                                                    |                                                                    |                                                                    |                                                                    |                                                                    |                                                                    |  |  |                                                              |                                                              |                                                              |                                                              |                                                              |                                                              |  |  |  |  |  |  |  |  |  |  |  |  |  |  |  |  |
| | | | | | |  |  | | | | | | |  |  | | | | | | |  |  |                                                                    |                                                                    |                                                                    |                                                                    |                                                                    |                                                                    |  |  |                                                              |                                                              |                                                              |                                                              |                                                              |                                                              |  |  |  |  |  |  |  |  |  |  |  |  |  |  |  |  |
| Fulco Salvador Ruffo di Calabria, ix príncipe de Scilla, ii duque de Santa Cristina (1837-1875)                     | Fulco Salvador Ruffo di Calabria, ix príncipe de Scilla, ii duque de Santa Cristina (1837-1875)                     | Fulco Salvador Ruffo di Calabria, ix príncipe de Scilla, ii duque de Santa Cristina (1837-1875)                     | Fulco Salvador Ruffo di Calabria, ix príncipe de Scilla, ii duque de Santa Cristina (1837-1875)                     | Fulco Salvador Ruffo di Calabria, ix príncipe de Scilla, ii duque de Santa Cristina (1837-1875)                     | Fulco Salvador Ruffo di Calabria, ix príncipe de Scilla, ii duque de Santa Cristina (1837-1875)                     |  |  | Benjamín Tristán Ruffo di Calabria, xi duque de Guardia Lombarda (1848-1901) Con sucesión en los príncipes de Scilla. | Benjamín Tristán Ruffo di Calabria, xi duque de Guardia Lombarda (1848-1901) Con sucesión en los príncipes de Scilla. | Benjamín Tristán Ruffo di Calabria, xi duque de Guardia Lombarda (1848-1901) Con sucesión en los príncipes de Scilla. | Benjamín Tristán Ruffo di Calabria, xi duque de Guardia Lombarda (1848-1901) Con sucesión en los príncipes de Scilla. | Benjamín Tristán Ruffo di Calabria, xi duque de Guardia Lombarda (1848-1901) Con sucesión en los príncipes de Scilla. | Benjamín Tristán Ruffo di Calabria, xi duque de Guardia Lombarda (1848-1901) Con sucesión en los príncipes de Scilla. |  |  | Joaquín Álvarez de Toledo, xix duque de Medina Sidonia (1865-1915)                                           | Joaquín Álvarez de Toledo, xix duque de Medina Sidonia (1865-1915)                                           | Joaquín Álvarez de Toledo, xix duque de Medina Sidonia (1865-1915)                                           | Joaquín Álvarez de Toledo, xix duque de Medina Sidonia (1865-1915)                                           | Joaquín Álvarez de Toledo, xix duque de Medina Sidonia (1865-1915)                                           | Joaquín Álvarez de Toledo, xix duque de Medina Sidonia (1865-1915)                                           |  |  |                                                                    |                                                                    |                                                                    |                                                                    |                                                                    |                                                                    |  |  |                                                              |                                                              |                                                              |                                                              |                                                              |                                                              |  |  |  |  |  |  |  |  |  |  |  |  |  |  |  |  |
| Fulco Salvador Ruffo di Calabria, ix príncipe de Scilla, ii duque de Santa Cristina (1837-1875)                     | Fulco Salvador Ruffo di Calabria, ix príncipe de Scilla, ii duque de Santa Cristina (1837-1875)                     | Fulco Salvador Ruffo di Calabria, ix príncipe de Scilla, ii duque de Santa Cristina (1837-1875)                     | Fulco Salvador Ruffo di Calabria, ix príncipe de Scilla, ii duque de Santa Cristina (1837-1875)                     | Fulco Salvador Ruffo di Calabria, ix príncipe de Scilla, ii duque de Santa Cristina (1837-1875)                     | Fulco Salvador Ruffo di Calabria, ix príncipe de Scilla, ii duque de Santa Cristina (1837-1875)                     |  |  | Benjamín Tristán Ruffo di Calabria, xi duque de Guardia Lombarda (1848-1901) Con sucesión en los príncipes de Scilla. | Benjamín Tristán Ruffo di Calabria, xi duque de Guardia Lombarda (1848-1901) Con sucesión en los príncipes de Scilla. | Benjamín Tristán Ruffo di Calabria, xi duque de Guardia Lombarda (1848-1901) Con sucesión en los príncipes de Scilla. | Benjamín Tristán Ruffo di Calabria, xi duque de Guardia Lombarda (1848-1901) Con sucesión en los príncipes de Scilla. | Benjamín Tristán Ruffo di Calabria, xi duque de Guardia Lombarda (1848-1901) Con sucesión en los príncipes de Scilla. | Benjamín Tristán Ruffo di Calabria, xi duque de Guardia Lombarda (1848-1901) Con sucesión en los príncipes de Scilla. |  |  | Joaquín Álvarez de Toledo, xix duque de Medina Sidonia (1865-1915)                                           | Joaquín Álvarez de Toledo, xix duque de Medina Sidonia (1865-1915)                                           | Joaquín Álvarez de Toledo, xix duque de Medina Sidonia (1865-1915)                                           | Joaquín Álvarez de Toledo, xix duque de Medina Sidonia (1865-1915)                                           | Joaquín Álvarez de Toledo, xix duque de Medina Sidonia (1865-1915)                                           | Joaquín Álvarez de Toledo, xix duque de Medina Sidonia (1865-1915)                                           |  |  |                                                                    |                                                                    |                                                                    |                                                                    |                                                                    |                                                                    |  |  |                                                              |                                                              |                                                              |                                                              |                                                              |                                                              |  |  |  |  |  |  |  |  |  |  |  |  |  |  |  |  |
| | | | | | |  |  | | | | | | |  |  | | | | | | |  |  |                                                                    |                                                                    |                                                                    |                                                                    |                                                                    |                                                                    |  |  |                                                              |                                                              |                                                              |                                                              |                                                              |                                                              |  |  |  |  |  |  |  |  |  |  |  |  |  |  |  |  |
| Margarita Ruffo di Calabria, x princesa de Scilla, ix princesa de Sepino, iii duquesa de Santa Cristina (1861-1954) | Margarita Ruffo di Calabria, x princesa de Scilla, ix princesa de Sepino, iii duquesa de Santa Cristina (1861-1954) | Margarita Ruffo di Calabria, x princesa de Scilla, ix princesa de Sepino, iii duquesa de Santa Cristina (1861-1954) | Margarita Ruffo di Calabria, x princesa de Scilla, ix princesa de Sepino, iii duquesa de Santa Cristina (1861-1954) | Margarita Ruffo di Calabria, x princesa de Scilla, ix princesa de Sepino, iii duquesa de Santa Cristina (1861-1954) | Margarita Ruffo di Calabria, x princesa de Scilla, ix princesa de Sepino, iii duquesa de Santa Cristina (1861-1954) |  |  | | | | | | |  |  | Joaquín Álvarez de Toledo, XX duque de Medina Sidonia (1894-1955) Con sucesión en la casa de Medina Sidonia. | Joaquín Álvarez de Toledo, XX duque de Medina Sidonia (1894-1955) Con sucesión en la casa de Medina Sidonia. | Joaquín Álvarez de Toledo, XX duque de Medina Sidonia (1894-1955) Con sucesión en la casa de Medina Sidonia. | Joaquín Álvarez de Toledo, XX duque de Medina Sidonia (1894-1955) Con sucesión en la casa de Medina Sidonia. | Joaquín Álvarez de Toledo, XX duque de Medina Sidonia (1894-1955) Con sucesión en la casa de Medina Sidonia. | Joaquín Álvarez de Toledo, XX duque de Medina Sidonia (1894-1955) Con sucesión en la casa de Medina Sidonia. |  |  | María Álvarez de Toledo, iii duquesa de Santa Cristina (1901-1963) | María Álvarez de Toledo, iii duquesa de Santa Cristina (1901-1963) | María Álvarez de Toledo, iii duquesa de Santa Cristina (1901-1963) | María Álvarez de Toledo, iii duquesa de Santa Cristina (1901-1963) | María Álvarez de Toledo, iii duquesa de Santa Cristina (1901-1963) | María Álvarez de Toledo, iii duquesa de Santa Cristina (1901-1963) |  |  |                                                              |                                                              |                                                              |                                                              |                                                              |                                                              |  |  |  |  |  |  |  |  |  |  |  |  |  |  |  |  |
| Margarita Ruffo di Calabria, x princesa de Scilla, ix princesa de Sepino, iii duquesa de Santa Cristina (1861-1954) | Margarita Ruffo di Calabria, x princesa de Scilla, ix princesa de Sepino, iii duquesa de Santa Cristina (1861-1954) | Margarita Ruffo di Calabria, x princesa de Scilla, ix princesa de Sepino, iii duquesa de Santa Cristina (1861-1954) | Margarita Ruffo di Calabria, x princesa de Scilla, ix princesa de Sepino, iii duquesa de Santa Cristina (1861-1954) | Margarita Ruffo di Calabria, x princesa de Scilla, ix princesa de Sepino, iii duquesa de Santa Cristina (1861-1954) | Margarita Ruffo di Calabria, x princesa de Scilla, ix princesa de Sepino, iii duquesa de Santa Cristina (1861-1954) |  |  | | | | | | |  |  | Joaquín Álvarez de Toledo, XX duque de Medina Sidonia (1894-1955) Con sucesión en la casa de Medina Sidonia. | Joaquín Álvarez de Toledo, XX duque de Medina Sidonia (1894-1955) Con sucesión en la casa de Medina Sidonia. | Joaquín Álvarez de Toledo, XX duque de Medina Sidonia (1894-1955) Con sucesión en la casa de Medina Sidonia. | Joaquín Álvarez de Toledo, XX duque de Medina Sidonia (1894-1955) Con sucesión en la casa de Medina Sidonia. | Joaquín Álvarez de Toledo, XX duque de Medina Sidonia (1894-1955) Con sucesión en la casa de Medina Sidonia. | Joaquín Álvarez de Toledo, XX duque de Medina Sidonia (1894-1955) Con sucesión en la casa de Medina Sidonia. |  |  | María Álvarez de Toledo, iii duquesa de Santa Cristina (1901-1963) | María Álvarez de Toledo, iii duquesa de Santa Cristina (1901-1963) | María Álvarez de Toledo, iii duquesa de Santa Cristina (1901-1963) | María Álvarez de Toledo, iii duquesa de Santa Cristina (1901-1963) | María Álvarez de Toledo, iii duquesa de Santa Cristina (1901-1963) | María Álvarez de Toledo, iii duquesa de Santa Cristina (1901-1963) |  |  |                                                              |                                                              |                                                              |                                                              |                                                              |                                                              |  |  |  |  |  |  |  |  |  |  |  |  |  |  |  |  |
| Fulco Torrigiani, x príncipe de Sepino, iv duque de Santa Cristina (1883-1967)                                      | Fulco Torrigiani, x príncipe de Sepino, iv duque de Santa Cristina (1883-1967)                                      | Fulco Torrigiani, x príncipe de Sepino, iv duque de Santa Cristina (1883-1967)                                      | Fulco Torrigiani, x príncipe de Sepino, iv duque de Santa Cristina (1883-1967)                                      | Fulco Torrigiani, x príncipe de Sepino, iv duque de Santa Cristina (1883-1967)                                      | Fulco Torrigiani, x príncipe de Sepino, iv duque de Santa Cristina (1883-1967)                                      |  |  | | | | | | |  |  | | | | | | |  |  | José Márquez, iv duque de Santa Cristina (1921-1999)               | José Márquez, iv duque de Santa Cristina (1921-1999)               | José Márquez, iv duque de Santa Cristina (1921-1999)               | José Márquez, iv duque de Santa Cristina (1921-1999)               | José Márquez, iv duque de Santa Cristina (1921-1999)               | José Márquez, iv duque de Santa Cristina (1921-1999)               |  |  |                                                              |                                                              |                                                              |                                                              |                                                              |                                                              |  |  |  |  |  |  |  |  |  |  |  |  |  |  |  |  |
| Fulco Torrigiani, x príncipe de Sepino, iv duque de Santa Cristina (1883-1967)                                      | Fulco Torrigiani, x príncipe de Sepino, iv duque de Santa Cristina (1883-1967)                                      | Fulco Torrigiani, x príncipe de Sepino, iv duque de Santa Cristina (1883-1967)                                      | Fulco Torrigiani, x príncipe de Sepino, iv duque de Santa Cristina (1883-1967)                                      | Fulco Torrigiani, x príncipe de Sepino, iv duque de Santa Cristina (1883-1967)                                      | Fulco Torrigiani, x príncipe de Sepino, iv duque de Santa Cristina (1883-1967)                                      |  |  | | | | | | |  |  | | | | | | |  |  | José Márquez, iv duque de Santa Cristina (1921-1999)               | José Márquez, iv duque de Santa Cristina (1921-1999)               | José Márquez, iv duque de Santa Cristina (1921-1999)               | José Márquez, iv duque de Santa Cristina (1921-1999)               | José Márquez, iv duque de Santa Cristina (1921-1999)               | José Márquez, iv duque de Santa Cristina (1921-1999)               |  |  |                                                              |                                                              |                                                              |                                                              |                                                              |                                                              |  |  |  |  |  |  |  |  |  |  |  |  |  |  |  |  |
| | | | | | |  |  | | | | | | |  |  | | | | | | |  |  |                                                                    |                                                                    |                                                                    |                                                                    |                                                                    |                                                                    |  |  |                                                              |                                                              |                                                              |                                                              |                                                              |                                                              |  |  |  |  |  |  |  |  |  |  |  |  |  |  |  |  |
| José Torrigiani, xi príncipe de Sepino, v duque de Santa Cristina (1916-2008)                                       | José Torrigiani, xi príncipe de Sepino, v duque de Santa Cristina (1916-2008)                                       | José Torrigiani, xi príncipe de Sepino, v duque de Santa Cristina (1916-2008)                                       | José Torrigiani, xi príncipe de Sepino, v duque de Santa Cristina (1916-2008)                                       | José Torrigiani, xi príncipe de Sepino, v duque de Santa Cristina (1916-2008)                                       | José Torrigiani, xi príncipe de Sepino, v duque de Santa Cristina (1916-2008)                                       |  |  | | | | | | |  |  | | | | | | |  |  | Miguel Márquez, v duque de Santa Cristina (n. 1947)                | Miguel Márquez, v duque de Santa Cristina (n. 1947)                | Miguel Márquez, v duque de Santa Cristina (n. 1947)                | Miguel Márquez, v duque de Santa Cristina (n. 1947)                | Miguel Márquez, v duque de Santa Cristina (n. 1947)                | Miguel Márquez, v duque de Santa Cristina (n. 1947)                |  |  | Rafael Márquez, ix conde de las Torres de Alcorrín (n. 1949) | Rafael Márquez, ix conde de las Torres de Alcorrín (n. 1949) | Rafael Márquez, ix conde de las Torres de Alcorrín (n. 1949) | Rafael Márquez, ix conde de las Torres de Alcorrín (n. 1949) | Rafael Márquez, ix conde de las Torres de Alcorrín (n. 1949) | Rafael Márquez, ix conde de las Torres de Alcorrín (n. 1949) |  |  |  |  |  |  |  |  |  |  |  |  |  |  |  |  |
| José Torrigiani, xi príncipe de Sepino, v duque de Santa Cristina (1916-2008)                                       | José Torrigiani, xi príncipe de Sepino, v duque de Santa Cristina (1916-2008)                                       | José Torrigiani, xi príncipe de Sepino, v duque de Santa Cristina (1916-2008)                                       | José Torrigiani, xi príncipe de Sepino, v duque de Santa Cristina (1916-2008)                                       | José Torrigiani, xi príncipe de Sepino, v duque de Santa Cristina (1916-2008)                                       | José Torrigiani, xi príncipe de Sepino, v duque de Santa Cristina (1916-2008)                                       |  |  | | | | | | |  |  | | | | | | |  |  | Miguel Márquez, v duque de Santa Cristina (n. 1947)                | Miguel Márquez, v duque de Santa Cristina (n. 1947)                | Miguel Márquez, v duque de Santa Cristina (n. 1947)                | Miguel Márquez, v duque de Santa Cristina (n. 1947)                | Miguel Márquez, v duque de Santa Cristina (n. 1947)                | Miguel Márquez, v duque de Santa Cristina (n. 1947)                |  |  | Rafael Márquez, ix conde de las Torres de Alcorrín (n. 1949) | Rafael Márquez, ix conde de las Torres de Alcorrín (n. 1949) | Rafael Márquez, ix conde de las Torres de Alcorrín (n. 1949) | Rafael Márquez, ix conde de las Torres de Alcorrín (n. 1949) | Rafael Márquez, ix conde de las Torres de Alcorrín (n. 1949) | Rafael Márquez, ix conde de las Torres de Alcorrín (n. 1949) |  |  |  |  |  |  |  |  |  |  |  |  |  |  |  |  |
| Rafael Torrigiani, xii príncipe de Sepino, vi duque de Santa Cristina (n. 1956)                                     | Rafael Torrigiani, xii príncipe de Sepino, vi duque de Santa Cristina (n. 1956)                                     | Rafael Torrigiani, xii príncipe de Sepino, vi duque de Santa Cristina (n. 1956)                                     | Rafael Torrigiani, xii príncipe de Sepino, vi duque de Santa Cristina (n. 1956)                                     | Rafael Torrigiani, xii príncipe de Sepino, vi duque de Santa Cristina (n. 1956)                                     | Rafael Torrigiani, xii príncipe de Sepino, vi duque de Santa Cristina (n. 1956)                                     |  |  | | | | | | |  |  | | | | | | |  |  |                                                                    |                                                                    |                                                                    |                                                                    |                                                                    |                                                                    |  |  | José Márquez y González de Gregorio (n. 1978)                | José Márquez y González de Gregorio (n. 1978)                | José Márquez y González de Gregorio (n. 1978)                | José Márquez y González de Gregorio (n. 1978)                | José Márquez y González de Gregorio (n. 1978)                | José Márquez y González de Gregorio (n. 1978)                |  |  |  |  |  |  |  |  |  |  |  |  |  |  |  |  |
| Rafael Torrigiani, xii príncipe de Sepino, vi duque de Santa Cristina (n. 1956)                                     | Rafael Torrigiani, xii príncipe de Sepino, vi duque de Santa Cristina (n. 1956)                                     | Rafael Torrigiani, xii príncipe de Sepino, vi duque de Santa Cristina (n. 1956)                                     | Rafael Torrigiani, xii príncipe de Sepino, vi duque de Santa Cristina (n. 1956)                                     | Rafael Torrigiani, xii príncipe de Sepino, vi duque de Santa Cristina (n. 1956)                                     | Rafael Torrigiani, xii príncipe de Sepino, vi duque de Santa Cristina (n. 1956)                                     |  |  | | | | | | |  |  | | | | | | |  |  |                                                                    |                                                                    |                                                                    |                                                                    |                                                                    |                                                                    |  |  | José Márquez y González de Gregorio (n. 1978)                | José Márquez y González de Gregorio (n. 1978)                | José Márquez y González de Gregorio (n. 1978)                | José Márquez y González de Gregorio (n. 1978)                | José Márquez y González de Gregorio (n. 1978)                | José Márquez y González de Gregorio (n. 1978)                |  |  |  |  |  |  |  |  |  |  |  |  |  |  |  |  |
| Marqués Fulco Torrigiani (n. 1986)                                                                                  | | | | | |  |  | | | | | | |  |  | | | | | | |  |  |                                                                    |                                                                    |                                                                    |                                                                    |                                                                    |                                                                    |  |  |                                                              |                                                              |                                                              |                                                              |                                                              |                                                              |  |  |  |  |  |  |  |  |  |  |  |  |  |  |  |  |